# Caria rhacotis
Caria rhacotis är en fjärilsart som beskrevs av Frederick DuCane Godman och Osbert Salvin 1878. Caria rhacotis ingår i släktet Caria och familjen Riodinidae. Inga underarter finns listade i Catalogue of Life.